# 覺羅瑛桂
觉罗瑛桂（1823年—1868年），又英貴，字丹卿，月樵，满洲正白旗人，进士出身，清朝政治人物。

## 生平
道光二十四年甲辰科举人，同治二年，登癸亥科三甲同进士出身。历任刑部主事，四川永宁县知县，后在直隶南皮县殉难。

## 家庭
- 先祖(追)景祖翼皇帝覺昌安。
- 先祖(追)武功郡王禮敦巴圖魯。
- 曾祖那爾吉。
- 祖廣泰，江南道监察御史。嫡妻石氏三等侍衛石開之女。
- 父嵩山，裕陵礼部员外郎。嫡妻彭氏監生彭永之女。
- 胞兄覺羅瑛彬，咸豐九年（1859年）己未科三甲進士，兵部主事。其子覺羅紹昌，光緒十五年（1889年）己丑科进士。
- 嫡妻岳氏生員岳秀之女。